# Гіулі Аласанія
Гіулі Аласанія (груз. გიული ალასანია; нар. 11 листопада 1946, Тбілісі) — грузинський історик, доктор історичних наук, фахівець із середньовічної культури Грузії, тюрколог. Громадський діяч. Мати президента Грузії Міхеіла Саакашвілі.

## З біографії
Народилася у звичайній родині в Тбілісі. Мама — лікар, тато інженер. З боку матері обидва дідусі були репресовані в 1937 році. У 1969 році закінчила університет, факультет сходознавства, вивчала історію Туреччини. Захистила кандидатську і докторську дисертації. Докторську — в 1986 році. У 1989—2006 рр. працювала в Інституті історії, археології та етнографії (Тбілісі). Книга за дисертацією видана російською мовою — «Класифікація грузинських історичних джерел».
З 1990 року вона є професором Тбіліського державного університету. Автор понад 100 науково-дослідних робіт і близько 10 монографій в області історії Грузії і Кавказу, історії грузинської культури, національного самовизначення.
Професор Аласанія — Член Міжнародного центру Ґенджеві Нізамі, який був заснований 2012 року.
Вона також почесний член Американської школи генеалогії, геральдики та документальних наук (США).

## Інтернет-ресурси
- University of Georgia (UG) [Архівовано 20 листопада 2008 у Wayback Machine.]
- Georgian National Academy of Sciences